# Construction
Pour les articles homonymes, voir Construction (homonymie).
« BTP » redirige ici. Pour les autres significations, voir BTP (homonymie).

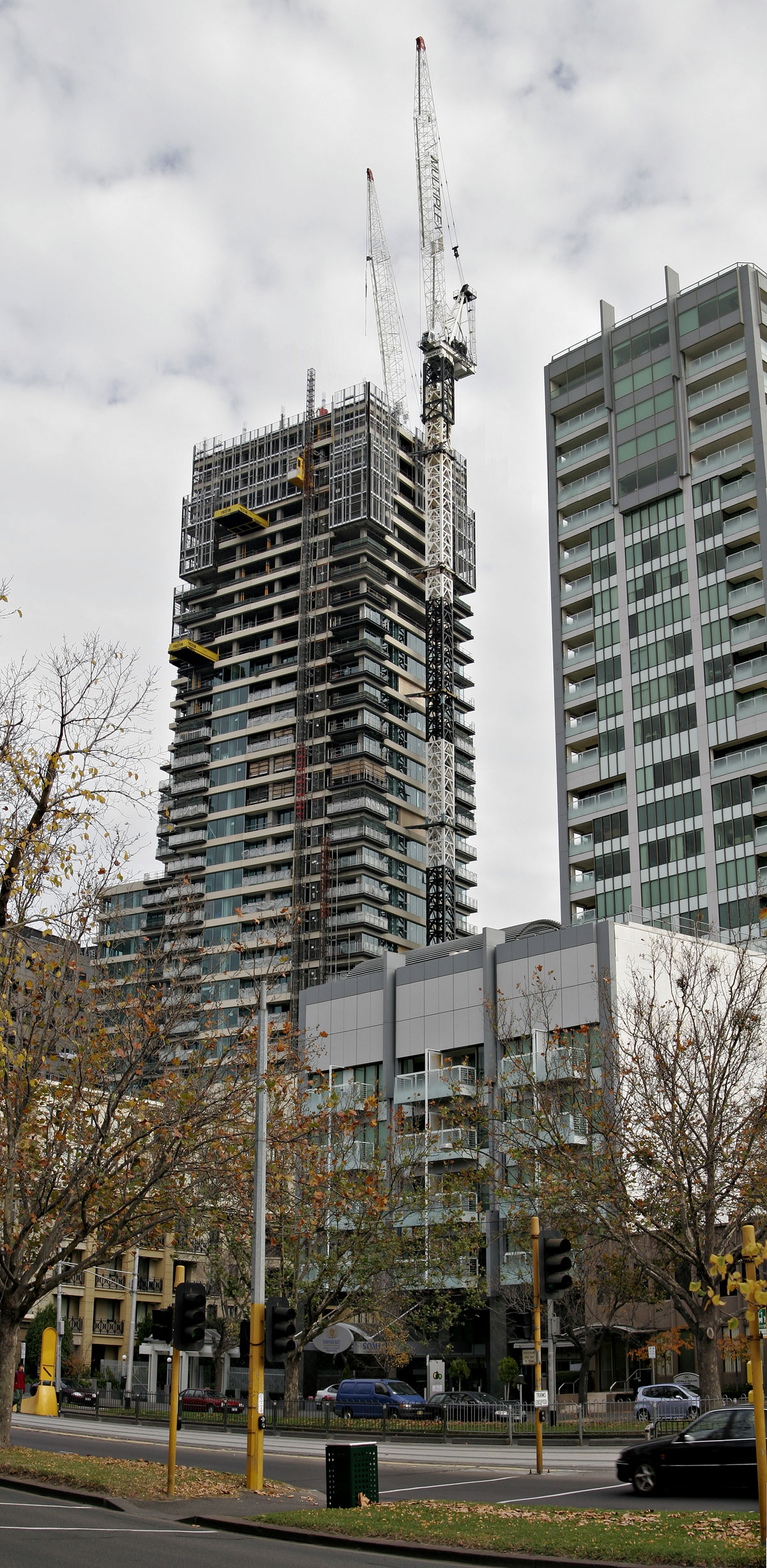
Les grues sont essentielles pour des travaux importants tels que les gratte-ciel.

La construction est le fait d'assembler différents éléments d'un édifice en utilisant des matériaux et des techniques appropriées.
Le secteur économique de la construction, appelé « bâtiment et travaux publics » (BTP) dans une partie de l'Europe francophone, regroupe toutes les activités de conception et de construction des bâtiments publics et privés, industriels ou non, et des infrastructures telles que les routes ou les canalisations. Il est l’un des premiers secteurs d’activité économique.
De nombreuses études montrent que les comportements dangereux sont la principale cause d’accidents de construction. L’éducation et la formation à la sécurité sont des moyens efficaces de minimiser les comportements dangereux des personnes. Outre le partage traditionnel des connaissances en matière de construction en face à face, les médias sociaux sont un bon outil car ils sont pratiques, efficaces et largement utilisés.

## Généralités

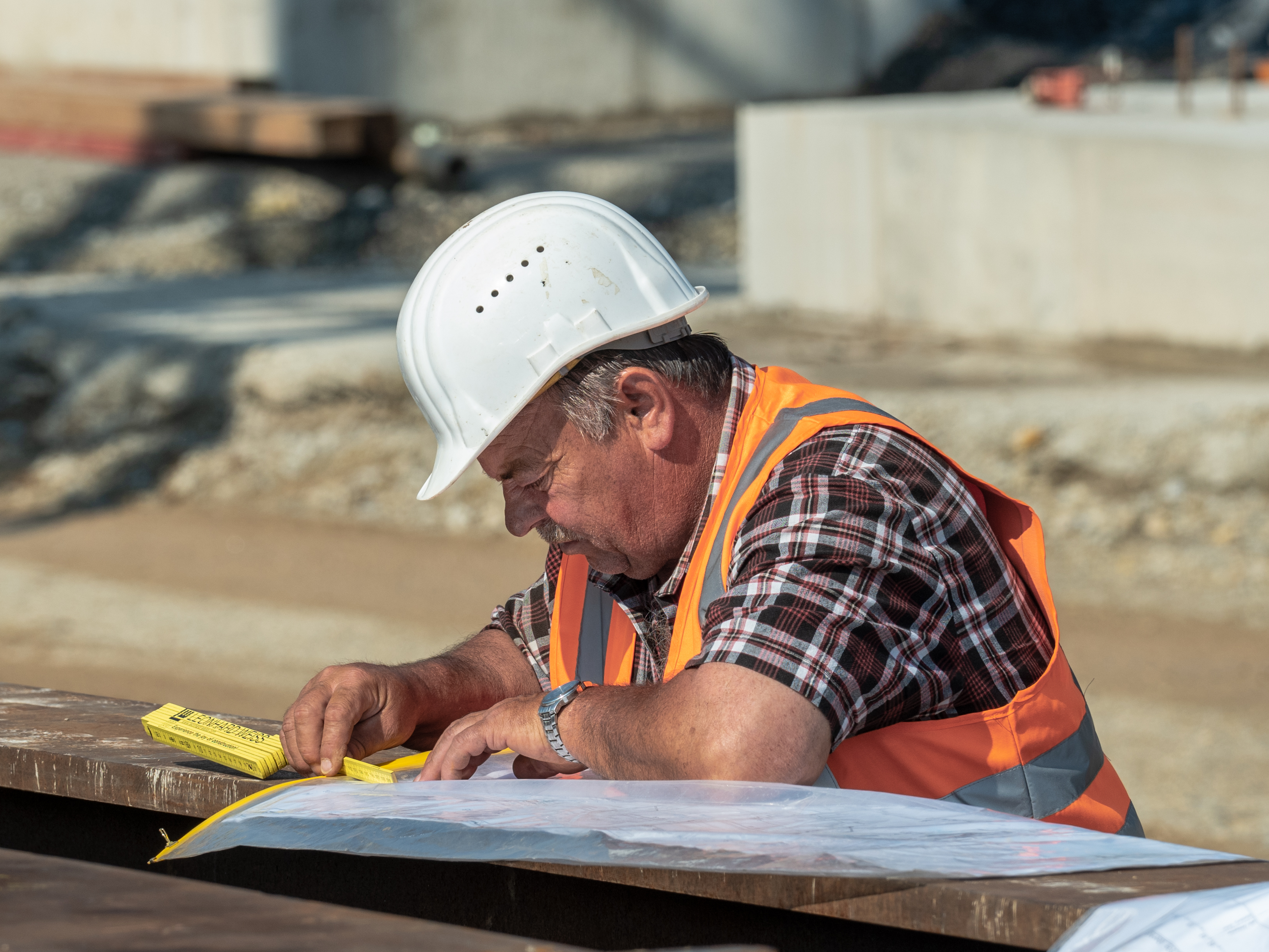
Un ingénieur suivant le plan de construction.

Cette activité appelle souvent le concours de nombreux acteurs et corps de métier, plus ou moins spécialisés.
En France, en particulier, l'autoconstruction est cependant, autorisée sans l'aide d'aucun professionnel, à certaines conditions (dont, pour les particuliers uniquement, une surface de moins de 150 m2). Cette surface autoriserait un très grand pourcentage de constructions individuelles auto-réalisées sans architecte. Les projets sont cependant généralement conçus et menés par un « maître d'œuvre » (architecte, bureau d'études), pour le compte du client, appelé « maître d'ouvrage ». Pour des chantiers de grande ampleur ou complexes, plusieurs intervenants peuvent se partager les tâches de maîtrise d'ouvrage ou de maîtrise d'œuvre.
La construction elle-même est effectuée généralement par une ou plusieurs entreprises (on parle alors d'un « groupement d'entreprises »), responsables du marché (contrat) de travaux. Cette entreprise responsable du marché, appelée souvent « entreprise générale » fait également appel à de la sous-traitance.
Les différents intervenants de la construction sont identifiés dans ce que l'on appelle les « corps d'état » : gros œuvre, couverture, plomberie, électricité, chauffage, peinture (pour le bâtiment), voirie, éclairage, réseaux d'eau (eau potable, tout-à-l'égout, eaux pluviales), réseaux « secs » (électricité, gaz, téléphone, fibre optique) et signalisation (pour les travaux publics).
L'entreprise générale est le plus souvent celle qui réalise le gros œuvre (construction de la structure) et elle sous-traite pour les autres corps d'état.
Un projet de construction nécessite, en plus des capacités techniques, un effort important de planification, afin de respecter les délais et l'enveloppe financière fixés avec le maître d'ouvrage et le maître d'œuvre, de faire cohabiter les différents corps d'état et être approvisionnés au bon moment.
Le maître d'œuvre, qui est souvent celui qui a participé à la conception de l'ouvrage, s'assure que l'entreprise générale respecte le projet dans les conditions du marché. Le maître d'ouvrage doit également contrôler que les travaux respectent la réglementation, notamment en matière de conditions de travail, d'environnement, de gêne des riverains.

## Secteur de la construction

### Secteur mondial

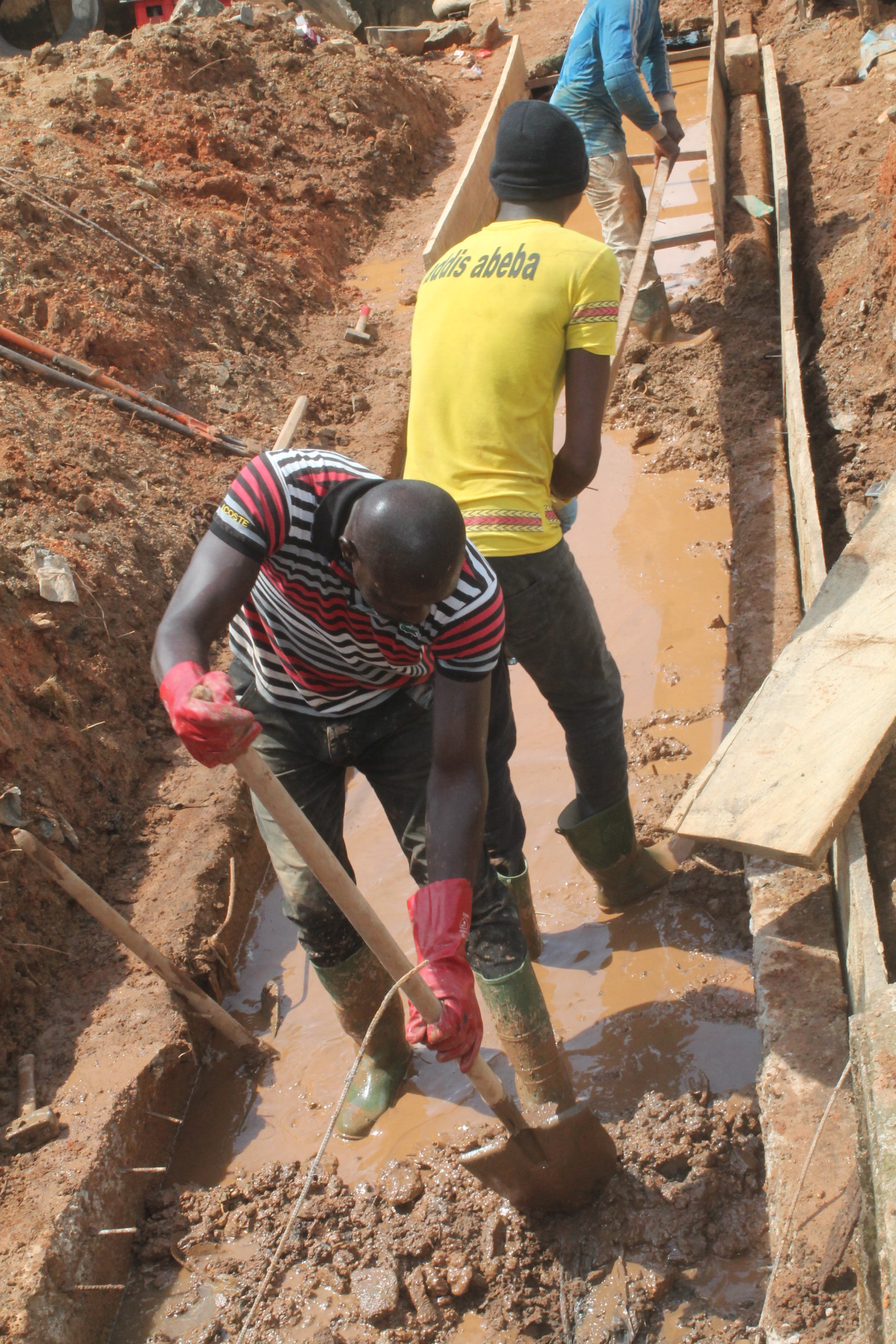
Travaux publics de canalisation à Aboisso en Côte d'Ivoire.

Le secteur économique de l'industrie mondiale de la construction représente en 2019, 13 % du produit mondial brut (PIB) et 7 % de la main-d'œuvre mondiale totale employée, le marché mondial étant dominé par les entreprises chinoises (21 %), loin devant les entreprises américaines (15 %) et très loin des françaises (3 %). Malgré une productivité annuelle qui n'augmente que de 1 % depuis plus de vingt ans, les taux de croissance annuels moyens évalués à 3,9 % par an et les investissements associés laissent envisager, selon les études prospectives menées par le Global Construction Perspectives (GCP) and Oxford Economics, que le secteur représentera en 2030 14,7 % du PIB, 57 % de cette croissance mondiale du marché se concentrant sur trois pays, la Chine, l'Inde et les États-Unis.
Selon le rapport « Global Construction 2020 » publié par Global Construction Perspectives et Oxford Economics, les tendances socio-économiques et démographiques des pays émergents stimulent la demande dans le secteur de la construction depuis le début du XXIe siècle. Alors que les marchés émergents représentent 29 % des investissements mondiaux dans la construction mondiale en 2000, leur part atteint 52 % en 2015 et devrait atteindre 62 % à l'horizon 2020.
Le marché domestique chinois essentiellement captif a soutenu pendant des années l'émergence de groupes leaders dans ce secteur (China State Construction Engineering, China Railway Engineering, China Railway Construction, China Communications Construction…), lesquels ont progressivement conquis le marché extérieur, en Afrique, puis au Moyen-Orient en adoptant une stratégie d'implantation ciblée, avant de se lancer sur les marchés matures (États-Unis, Europe) plus rentables. Appuyés par le financement des grandes banques chinoises, ils peuvent investir dans la construction d'infrastructures, avec une prédilection visible pour les routes bitumées et les grands édifices publics, permettant à l'État chinois d'obtenir en contrepartie des contrats qui lui assurent l'accès aux ressources énergétiques, minières ou agricoles.
Les autres leaders mondiaux occidentaux (Vinci, ACS, Bouygues, Hochtief, Bechtel, Strabag, Obayashi) privilégient des stratégies de croissance sélective (marchés à fort taux de croissance comme l'écoconstruction, montée dans la chaîne de valeur à travers la fourniture de solutions complètes et/ou complexes, les technologies digitales, la vente de prestations de conseil).
L'organisation World Green Building Council (en) qui publie l'étude « World Green Building Trends 2016, Developing Markets Accelerate Global Green Growth » estime que le développement durable dans les marchés plus matures stimule l'écoconstruction qui connaît une croissance à double chiffre, les constructions vertes représentant près d'un quart du marché mondial de la construction en 2016.

### En France
Ce secteur économique tient une place importante, dans le public, comme dans le privé. Il subit la crise de 2008, mais selon les producteurs, si l'on considère la vente de béton prêt à l’emploi comme un indicateur d'activité, l'Italie, l’Allemagne et la France ont été en 2011 les trois plus gros producteurs de ces bétons, avec plus de quarante millions de mètres cubes chacun. Alors qu'il en faudrait un million pour résoudre la « crise du logement » en France, il se construit 300 000 habitations neuves chaque année sur les 600 000 transactions immobilières enregistrées annuellement par les notaires.
En 2005, le BTP représentait en France un chiffre d'affaires total de 169,9 milliards d'euros dont 148,3 milliards en métropole et 21,6 milliards à l'export ou dans les DOM-TOM. Le bâtiment proprement dit représente 119,3 milliards d'euros de chiffre d'affaires alors que les travaux publics produisent les 50,6 milliards restants. La part du BTP dans la valeur ajoutée globale représente 5,5 % en France en 2016 contre 5,2 % dans l'Union Européenne. En France en 2016, c'est en Corse que le BTP représenterait la part la plus importante du système productif, avec 10 % de la valeur ajoutée régionale, 10 600 emplois (17 % des salariés de l'île) ; il y a connu une forte croissance de 2000 à 2010 grâce selon l'Insee à une demande soutenue en logements collectifs et à un investissement public (des dépenses publiques) élevé ; le marché s'est tendu à partir de 2010, mais il reste 6 200 établissements corses en 2015, qui emploient 10 600 salariés ou auto-entrepreneurs ; le gros œuvre y est surreprésenté (15 % de plus qu'en province) avec 27 % d'emploi de plus que la moyenne ailleurs, au détriment du second œuvre.
Le secteur se caractérise par l'existence de quatre « majors » (Vinci, Bouygues — qui sont les deux leaders mondiaux —, Eiffage et Spie Batignolles) qui dominent 294 000 entreprises plus petites (la plupart sont des artisans et des TPE). Certains sont spécialisés dans le génie civil fluvial et maritime, tel que les aménagements de berges, les quais, les ports.
Le BTP occupe, en 2004, 1,5 million d'actifs dont 1,265 million de salariés, 109 000 intérimaires (en équivalents temps plein) et 265 000 travailleurs indépendants.
Alors que le secteur ne représente que 7 % des actifs occupés, il totalise plus de 20 % des accidents du travail et des maladies professionnelles. Il dispose d’un organisme de prévention particulier, l'Organisme professionnel de prévention du bâtiment et des travaux publics.
En matière de recherche et développement (R&D), bien que le BTP contribuât en 2010 à 11 % du produit intérieur brut du pays, il ne représentait que 0,3 % des dépenses de R&D (0,1 % pour le bâtiment et 0,5 % pour les travaux publics) pour une moyenne nationale de 2,4 %. C'est un des freins à l'innovation et à la modernisation identifiés dans le cadre des suites à donner au Grenelle de l'environnement et au Plan Bâtiment qui en découle. Le principal acteur de recherche de l'État dans le secteur est le Centre scientifique et technique du bâtiment (CSTB).

#### Chiffres clés
En 2020, le secteur compte 729 277 entreprises de toutes catégories dans le pays pour 1,486 million d'actifs en 2022. Le nombre d'artisans représentent entre un quart et un tiers des actifs. 95 % des entreprises du secteur sont des micro-entreprises. La profession est masculine à 87 %.
67 % des salariés du secteur exercent une fonction dans la production, 18 % travaillent dans les fonctions administratives et commerciales et 15 % dans les fonctions techniques et l’encadrement de chantier.
Le chiffre d'affaires du secteur est de 46 milliards d'euros en 2021.

## Règlementation
Dans tous les pays, les chantiers de construction ou réhabilitation sont soumis à une règlementation croissante (garantie — par exemple, décennale en France —, règles et normes de construction, protection des travailleurs et du public, etc.). Le mode de passation des marchés publics est notamment encadré, pour permettre une concurrence libre tout en évitant une distorsion du marché (corruption, etc.).
La règlementation de la construction existait déjà dans l'Antiquité, avec par exemple, en (Mésopotamie), le Code de Hammurabi l'un des premiers codes législatifs connus, qui fixait déjà des règles de construction.
Pour encadrer le risque d'accidents dans le secteur de la construction à l'échelle européenne, une directive particulière de l'Union européenne (la huitième 92/57/CEE du Conseil des Communautés européennes du 24 juin 1992) a été élaborée et concerne les prescriptions minimales de sécurité et de santé à mettre en œuvre sur les « chantiers temporaires ou mobiles ». Cette directive a institué un nouveau concept : la coordination santé sécurité.
La règlementation tend aussi à évoluer dans le sens d'une meilleure intégration de l'environnement, en termes de chantier propre et moins nuisant (lutte contre le bruit et la poussière, tri et récupération des déchets, recyclage des matériaux, etc.) et en amont évoluant pour le bâti nouveau, vers des normes de types HQE appuyées sur des « performanciels » nécessitant des contrôles (et autocontrôles) particuliers, liés à l'obligation de résultat de la part de l'architecte et du constructeur (par exemple en termes d'isolation phonique et thermique). Les impératifs de respect du Protocole de Kyoto préfigurent des changements importants dans les choix de techniques de mise en œuvre et de matériaux, voire dans les manières d’habiter.

## Types de constructions

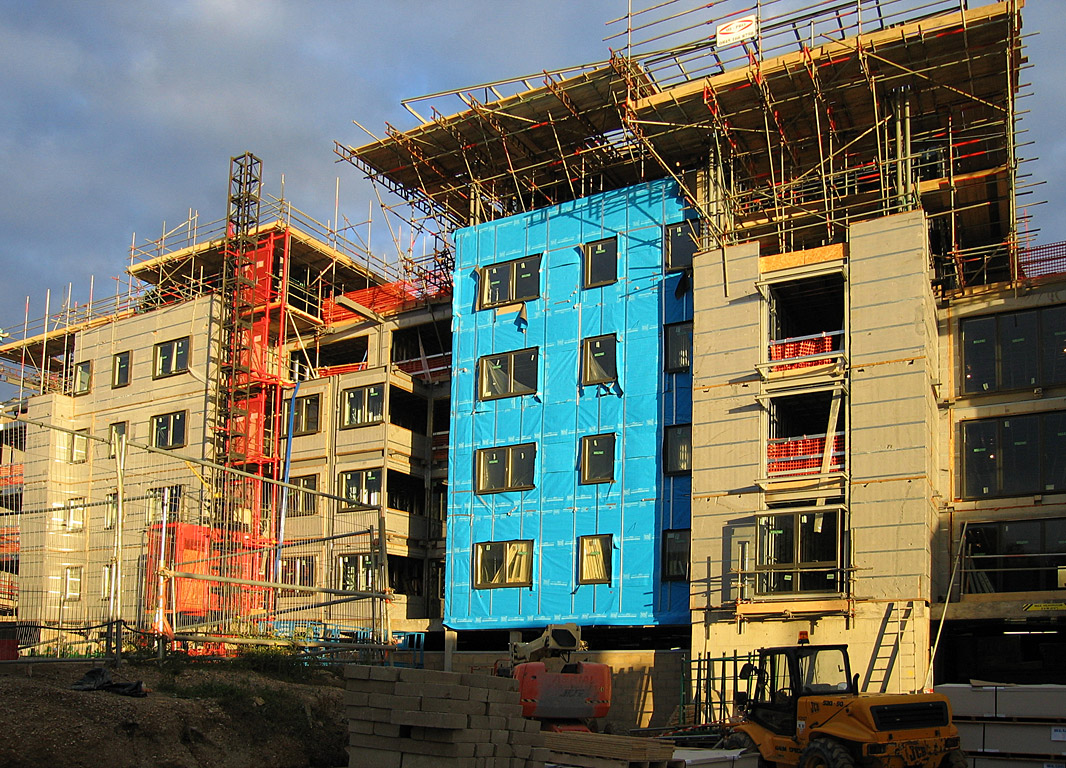
Construction de plusieurs blocs d'appartements.

On peut distinguer cinq types de constructions : résidentielles, commerciales, industrielles, de travaux publics (TP) et institutionnelles. Au sein de la construction de maisons individuelles, une grande disparité de procédés : depuis quelques années la maison est en pleine révolution, les changements de mentalité et l'augmentation des énergies ont poussé les fabricants, les industriels et les artisans vers de nouveaux procédés.

## Travaux publics

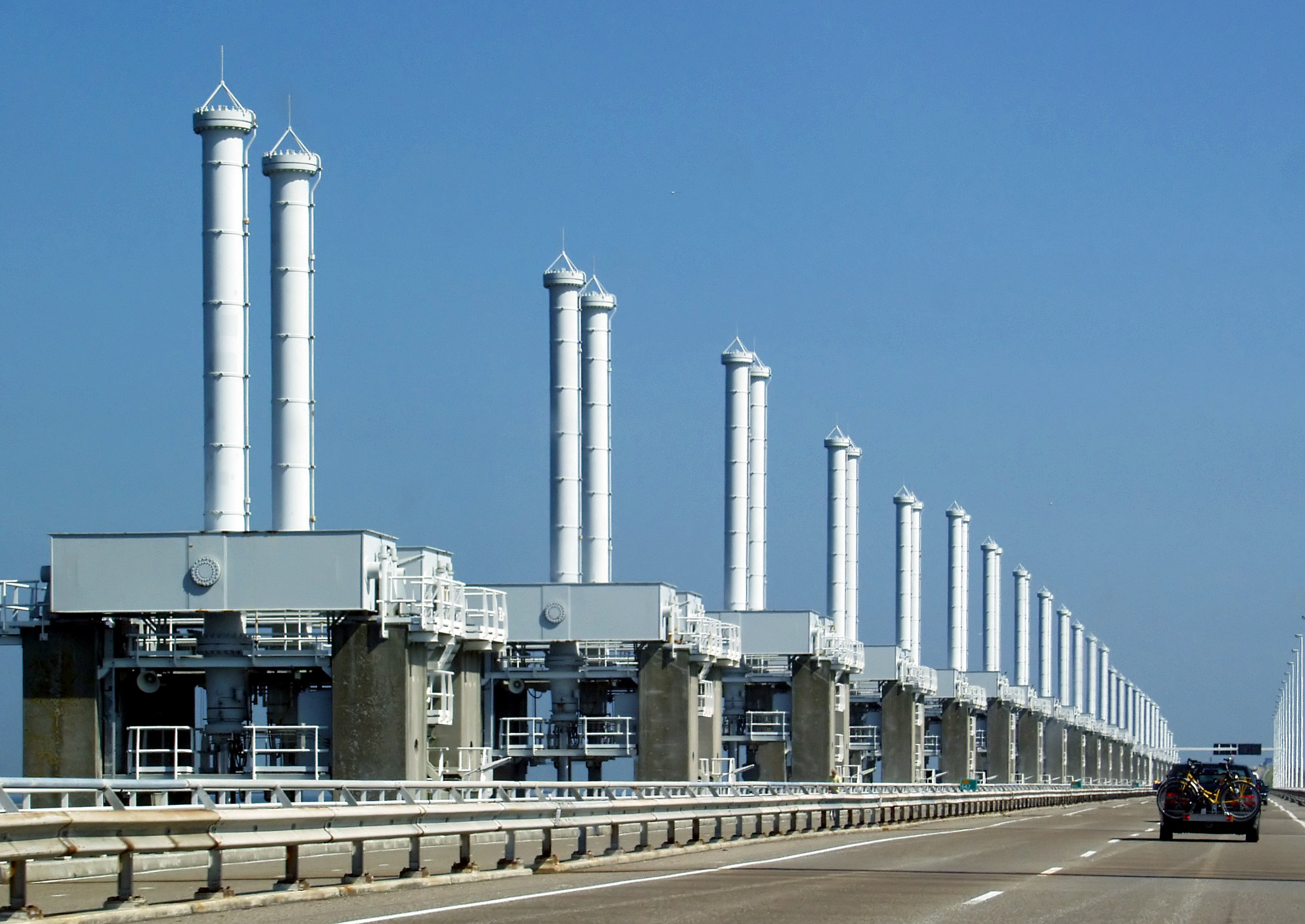
Oosterscheldekering (Pays-Bas). Système intégré au Plan Delta, il protège les terres de la montée des eaux et permet le transport.

Les travaux publics consistent en la construction d'infrastructures généralement destinées au transport. Ces chantiers sont le plus souvent menés par des pouvoirs publics ou par de grandes entreprises à qui l'État a confié ou concédé une mission de service public. On peut citer comme exemple de chantiers de travaux publics : routes, autoroutes, voies ferrées, ponts, gazoducs, oléoducs, aménagements urbains (aménagement d'une place, enfouissement de lignes électriques et téléphoniques, lignes de tramway), aménagements portuaires.
Certaines entreprises privées peuvent également avoir besoin d'installer des infrastructures importantes, notamment dans le domaine des mines, de l'énergie, du transport. Dans la plupart des pays (par exemple en France), ces aménagements sont soumis à une règlementation importante, dans le but de préserver l'intérêt des populations, leur sécurité, et de limiter les impacts négatifs sur l'environnement.
À côté des « grands travaux », il y a aussi de nombreux chantiers de travaux publics de petite taille aussi bien pour les collectivités locales (aménagement d'un passage pour piétons, d'un rond-point, de l'éclairage) que pour des particuliers ou des entreprises (revêtement d'une allée, aménagement d'un parking).

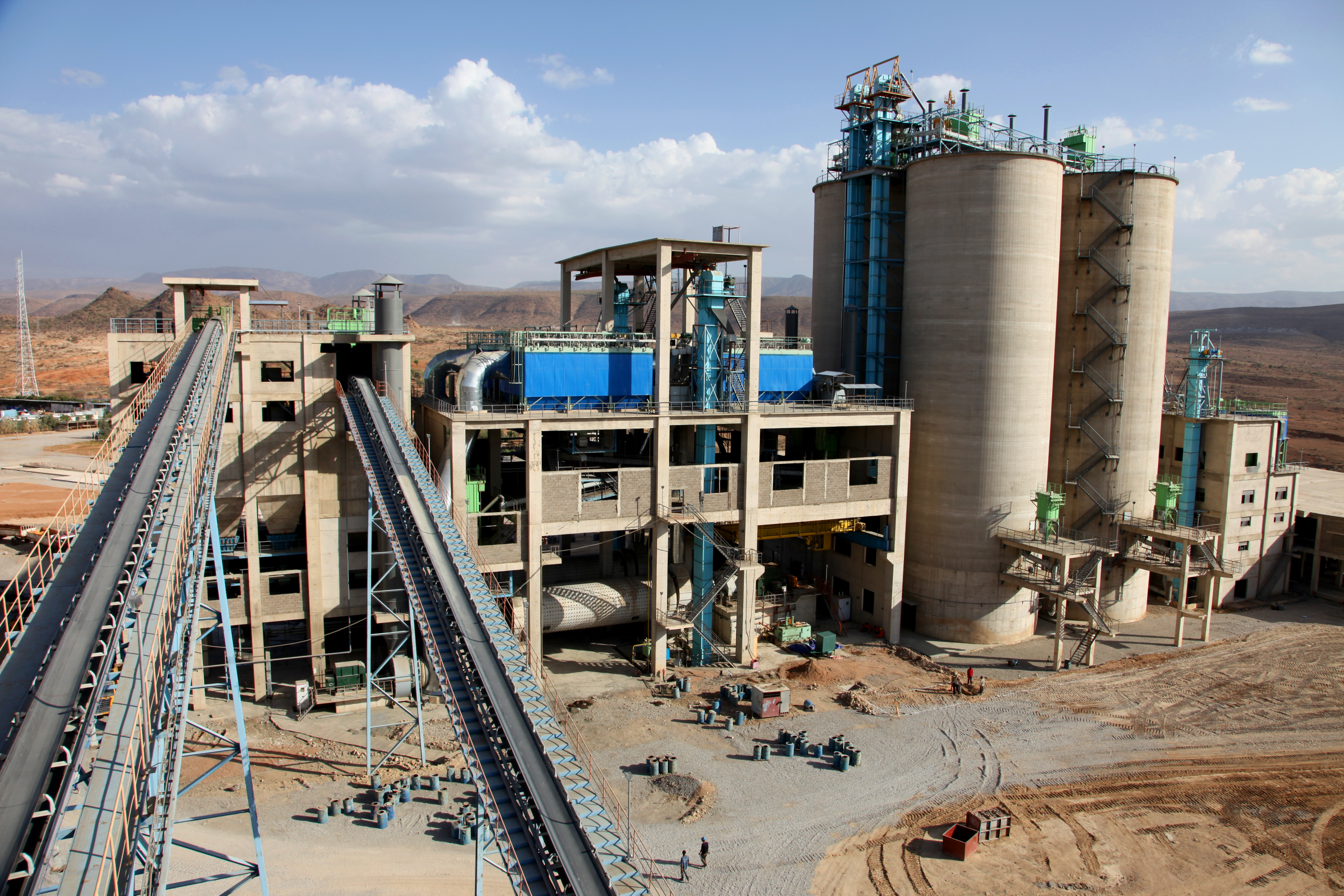
Construction d'une usine de distribution de ciment en Éthiopie.

## Risques sanitaires
Certains métiers du BTP induisent une forte pénibilité et une dangerosité qui exposent le salarié à des risques chimiques (amiante, plomb, silicose, etc.).
Ainsi en France, depuis 2002 le code travail impose à toutes les entreprises de mettre en place un Document Unique d’Évaluation des Risques (DUER). Dans le secteur du BTP, ce document doit permettre la réalisation d’une évaluation des risques professionnels. Dorénavant il est possible d’anticiper, mais aussi de réduire les accidents du travail sur les chantiers. En effet, des actions pourront être mises en place afin d’éviter un accident.

## Construction et développement durable

### Gestion des ressources
Le secteur de la construction est responsable, en 2011, dans le monde de « 50 % du total des ressources naturelles exploitées, 45 % de la consommation totale d'énergie, 40 % des déchets produits, de 30 % des émissions de gaz à effet de serre et de 16 % de la consommation totale en eau ».
Alors que le secteur du bâtiment et des travaux publics est actuellement l'un des premiers producteurs de déchets, l'objectif, en France est d'atteindre 70 % de la valorisation de ses derniers à l'horizon 2020.

### Dérèglement climatique
Le BTP contribue directement et indirectement aux émissions de gaz à effet de serre, et il en est aussi victime : les trois ouragans majeurs de 2017 ont rappelé les effets dévastateurs du vent et de la pluie, mais le réchauffement climatique affecte aussi chroniquement les infrastructures de transport ainsi que les sols qui en supportent les fondations.
Selon une étude de 2003, cet effet n’a pas (ou pas assez) été anticipé par les constructeurs de terrasses, de route et d’autoroutes ou par les fabricants d’asphaltes. Les spécifications recommandées dans les années 1970 sont dépassées. En dépit de nombreuses améliorations techniques, les choix d'asphaltes et d'autres matériaux faits par les ingénieurs il y a quelques décennies (notamment entre 1964 et 1995) ne sont généralement plus appropriés au climat d’aujourd’hui selon Ars Technica ; ceci dégrade la longévité des ouvrages, mais aussi leur fonctionnalité, leurs coûts d’entretien et parfois la sécurité des usagers. Selon une évaluation scientifique récente (publiée dans Nature Climate Change en 2017) les routes des États-Unis doivent pour cette raison être refaites en moyenne trois à quatre ans plus tôt que ce qui était programmé, ce qui en 2010 avait déjà coûté de treize à quatorze milliards de dollars de travaux de BTP aux seuls États-Unis. Si rien ne change, cette « inadéquation » pourrait coûter 35 milliards de dollars à ce pays entre 2017 et d'ici 2070, avec de fortes inégalités régionales, au profit du PIB et du BTP, mais au détriment du contribuable. En montagne, la fonte des glaciers et la déstabilisation de terrains peut aussi affecter la durabilité des infrastructures, routières notamment. Et sur les littoraux victimes d’érosion du trait de côte, il faut reconstruire les digues de plus en plus souvent. Ces changements peuvent aussi se traduire par une augmentation des déchets du BTP.
Les auteurs d'une étude publiée en mai 2025 par le Céreq ont pu identifier que si les réglementations jouent un rôle indéniable dans l'écologisation du secteur du BTP, les dirigeants des entreprises observées dans cette étude, y voient aussi de nouvelles opportunités de développement économique.